# 화려한 날들
《화려한 날들》은 2025년 8월 9일부터 방송 중인 KBS 2TV 주말 드라마다.

## 기획 의도
‘인간은 누구에게나 화려한 날들이 있다. 지금이든, 과거에서든, 앞으로든. 각기 다른 의미로 만나게 되는 화려한 날들에 대한 세대 공감 가족 멜로’ 이야기

## 방송 시간
| 방송 채널 | 방송 기간             | 방송 시간                          | 방송 분량  |
| --------- | --------------------- | ---------------------------------- | ---------- |
| KBS 2TV   | 2025년 8월 9일 ~ 현재 | 매주 주말 오후 8시 ~ 오후 9시 20분 | 1시간 20분 |

## 제작진

### 제작사
- 스튜디오 커밍순 : SBS 주말 드라마 《우리 갑순이》, tvN 《O'PENing 2023 - 2시 15분》 제작
- 스튜디오 봄
- 몬스터유니온

### 극본
- 소현경 : MBC TV 《MBC 베스트 극장 - 앙숙》(집필), MBC TV 《MBC 베스트 극장 - 사랑은 흔적이 되어》(집필), MBC TV 《MBC 베스트 극장 - 그,그녀에게 버림받다》(집필), MBC 특집 드라마 《꽃보다 아름다운 그녀》(집필), MBC 특집 드라마 《당신의 둥지는 어디였을까》(집필), MBC TV 《MBC 베스트 극장 - 낙조 속에서 울다》(집필), MBC TV 《MBC 베스트 극장 - 타인의 취향》(집필), MBC 수목 드라마 《진실》(공동 집필), MBC 일일 드라마 《매일 그대와》(집필), MBC TV 《MBC 베스트 극장 - 날아라 내 딸아》(집필), MBC TV 《MBC 베스트 극장 - 울지마, 엄마!》(집필), MBC 아침 드라마 《성녀와 마녀》(집필), MBC TV 《MBC 베스트 극장 - 낙조 속에서 울다》(집필), SBS 금요 드라마 《그 여자》(집필), MBC 일일 드라마 《얼마나 좋길래》(집필), SBS 주말 특별 기획 드라마 《찬란한 유산》(집필), SBS 수목 드라마 《검사 프린세스》(집필), SBS 수목 드라마 《49일》(집필), 저서 《49일 드라마 영상만화 1, 2》(집필), KBS 2TV 주말 드라마 《내 딸 서영이》(집필), MBC 수목 드라마 《투윅스》(집필), tvN 금토 드라마 《두번째 스무살》(집필), KBS 2TV 주말 드라마 《황금빛 내 인생》(집필) 집필

### 연출
- 김형석 : KBS 2TV 《드라마 시티 - 쑥과 마늘에 대한 진실》(연출), KBS 2TV 《드라마 시티 - 나에겐 외계인 친구가 있다》(연출), KBS 2TV 《드라마 시티 - 핸드폰이 꺼져 있어》(연출), KBS 2TV 일요 아침 드라마 《알게될거야》(공동 연출), KBS 2TV 주말 드라마 《슬픔이여 안녕》(공동 연출), KBS 2TV 월화 드라마 《연애결혼》(연출), KBS 2TV 납량 특집 드라마 《전설의 고향》(공동 연출), KBS 2TV 《KBS 드라마 스페셜 - 조금 야한 우리 연애》(연출), KBS 2TV 《KBS 드라마 스페셜 - 돌멩이》(연출), KBS 2TV 《KBS 드라마 스페셜 - 영덕 우먼스 씨름단》(연출), KBS 2TV 《KBS 드라마 스페셜 - 큐피트 팩토리》(연출), KBS 2TV 주말 드라마 《넝쿨째 굴러온 당신》(연출), KBS 2TV 《KBS 드라마 스페셜 - 웃기는 여자》(연출), KBS 2TV 월화 드라마 《오 마이 비너스》(공동 연출), KBS 2TV 주말 드라마 《황금빛 내 인생》(연출), KBS 2TV 수목 드라마 《바람피면 죽는다》(연출) 연출
- 박단비 : KBS 2TV 《KBS 드라마 스페셜 2024 - 영복, 사치코》(연출) 연출

## 등장 인물

### 주요 인물
- 정일우 : 이지혁 (33세) 역 - 종합 건축 부자재 회사의 SV팀 (special vip) 대리, 성재의 친구. 은오의 대학 동아리 선배. 상철과 다정의 아들. 지완의 형. 수빈의 오빠. 옥례의 친손자. 장수의 외손자.
- 정인선 : 지은오 (30세) 역 - 카페 매니저이자 인테리어 디자이너, 카페 매니저 겸 인테리어 디자이너. 지혁의 대학 동아리 후배. 순희의 딸. 강오의 누나.
- 윤현민 : 박성재 (33세) 역 - 본부장, 박진석과 전처 사이의 외아들. 지혁의 절친. 유복한 환경에서 자란 완벽한 금수저. 영라의 이복오빠. 성희의 의붓아들.

### 지혁이네 가족들
- 천호진 : 이상철 (61세) 역 - 중견 원단 회사 부장으로 정년 퇴직, 지혁, 지완, 수빈의 아버지. 다정의 남편이자 조옥례의 장남. 장수의 사위.
- 김희정 : 김다정 (58세) 역 - 이상철의 아내이자 지혁 삼남매의 어머니, 장수의 딸. 옥례의 며느리.
- 손상연 : 이지완 (30세) 역 - 지혁의 남동생, 영라의 운전기사 겸 보디가드. 홍미의 옛 연인. 수빈의 오빠. 상철과 다정의 아들. 장수의 외손자. 옥례의 친손자.
- 신수현 : 이수빈 (24세) 역 - 지혁과 지완의 여동생, 패션 크리에이터. 상철과 다정의 딸. 옥례의 친손녀. 장수의 외손녀.
- 반효정 : 조옥례 (88세) 역 - 상철의 어머니이자 지혁 삼남매의 친할머니, 다정의 시어머니. 장수의 사돈.
- 윤주상 : 김장수 (87세) 역 [3회 ~ 현재] - 다정의 아버지이자 옥례의 바깥 사돈, 상철의 장인. 지혁, 지완, 수빈의 외할아버지.

### 은오네 가족들
- 김정영 : 정순희 (65세) 역 - 은오와 강오의 어머니, 현재 식당 운영 중.
- 양혁 : 지강오 (24세) 역 - 순희의 아들이자 은오의 남동생, 불만쟁이. 욕심은 많은데 부지런하지 않고 노력은 안 하면서 뻐기면서는 살고 싶은 사고뭉치. 공부 머리가 없는 탓에 누나 은오와 어쩔 수 없이 비교 당하며 자라 누나에 대한 자격지심이 크다.

### 성재네 가족들
- 이태란 : 고성희 (56세) 역 - 박진석의 재혼 아내이자 영라의 어머니, 성재의 새어머니. 메인 악녀
- 박성근 : 박진석 (65세) 역 - 성재와 영라의 아버지이자 고성희의 재혼 남편.
- 박정연 : 박영라 (25세) 역 - 성재의 배다른 여동생, 화가. 대학원생. 진석과 성희의 딸.

### 그 외 인물
- 임영주 : 오수정 (30세) 역 - 은오 카페 직원, 은오와 같은 동아리 출신으로 절친이다.
- 김운교 : 이하은 (24세) 역 - 수빈과 채널을 같이 운영하는 친구, 수빈의 고등학교 친구.

### 기타 인물
- 김준호 : 한우진 역
- 정예나 : 진홍미 역
- 윤현식 : 양진구 역
- 김건호 : 지혁의 동료 역 - 지혁의 동호회 동료.
- 미상 : 최상희 역
- 서한결 : 최민식 역
- 미상 : 정기사 역
- 김진우 : 오재진 역
- 미상 : 이지완의 여자친구 역

### 특별 출연
- 고원희 : 정보아 역 (1회, 3 ~ 4회)

## 시청률
최저 시청률과 최고 시청률은 시청률 조사회사와 지역별로 시청률에 차이가 있을 수 있습니다.
| 2025년 | 2025년    | 2025년         | 2025년         | 2025년       |
| 회차   | 방송일    | TNMS 시청률    | AGB 시청률     | AGB 시청률   |
| 회차   | 방송일    | 대한민국(전국) | 대한민국(전국) | 서울(수도권) |
| ------ | --------- | -------------- | -------------- | ------------ |
| 제1회  | 8월 9일   | -              | 13.9%          | 12.5%        |
| 제2회  | 8월 10일  | -              | 13.4%          | 11.5%        |
| 제3회  | 8월 16일  | -              | 12.6%          | 11.4%        |
| 제4회  | 8월 17일  | -              | 13.8%          | 12.0%        |
| 제5회  | 8월 23일  | -              | %              | %            |
| 제6회  | 8월 24일  | -              | %              | %            |
| 제7회  | 8월 30일  | -              | %              | %            |
| 제8회  | 8월 31일  | -              | %              | %            |
| 제9회  | 9월 6일   | -              | %              | %            |
| 제10회 | 9월 7일   | -              | %              | %            |
| 제11회 | 9월 13일  | -              | %              | %            |
| 제12회 | 9월 14일  | -              | %              | %            |
| 제13회 | 9월 20일  | -              | %              | %            |
| 제14회 | 9월 21일  | -              | %              | %            |
| 제15회 | 9월 27일  | -              | %              | %            |
| 제16회 | 9월 28일  | -              | %              | %            |
| 제17회 | 10월 4일  | -              | %              | %            |
| 제18회 | 10월 5일  | -              | %              | %            |
| 제19회 | 10월 11일 | -              | %              | %            |
| 제20회 | 10월 12일 | -              | %              | %            |
| 제21회 | 10월 18일 | -              | %              | %            |
| 제22회 | 10월 19일 | -              | %              | %            |
| 제23회 | 10월 25일 | -              | %              | %            |
| 제24회 | 10월 26일 | -              | %              | %            |
| 제25회 | 11월 1일  | -              | %              | %            |
| 제26회 | 11월 2일  | -              | %              | %            |
| 제27회 | 11월 8일  | -              | %              | %            |
| 제28회 | 11월 9일  | -              | %              | %            |
| 제29회 | 11월 15일 | -              | %              | %            |
| 제30회 | 11월 16일 | -              | %              | %            |
| 제31회 | 11월 22일 | -              | %              | %            |
| 제32회 | 11월 23일 | -              | %              | %            |
| 제33회 | 11월 29일 | -              | %              | %            |
| 제34회 | 11월 30일 | -              | %              | %            |
| 제35회 | 12월 6일  | -              | %              | %            |
| 제36회 | 12월 7일  | -              | %              | %            |
| 제37회 | 12월 13일 | -              | %              | %            |
| 제38회 | 12월 14일 | -              | %              | %            |
| 제39회 | 12월 20일 | -              | %              | %            |
| 제40회 | 12월 21일 | -              | %              | %            |
| 제41회 | 12월 27일 | -              | %              | %            |
| 제42회 | 12월 28일 | -              | %              | %            |
| 2026년 |           |                |                |              |
| 제43회 | 1월 3일   | -              | %              | %            |
| 제44회 | 1월 4일   | -              | %              | %            |
| 제45회 | 1월 10일  | -              | %              | %            |
| 제46회 | 1월 11일  | -              | %              | %            |
| 제47회 | 1월 17일  | -              | %              | %            |
| 제48회 | 1월 18일  | -              | %              | %            |
| 제49회 | 1월 24일  | -              | %              | %            |
| 제50회 | 1월 25일  | -              | %              | %            |

## OST
- 2025년 8월 7일 OST Part 1. 빈(VIN) - 별처럼 수없이 빛나는

## 참고 사항
- 본 프로그램은 과거, 현재, 미래가 공존하고 있는 현실 속에서 제각각 다른 의미로 만나게 되는 화려한 날들에 대한 스토리를 극화한 가족 멜로 드라마이기 때문에 요즘 드라마들의 주류를 이루는 것들이 대부분 사회적 세태를 풍자하는 블랙 코미디물이나 수위 높은 스릴러물에만 치중했던 여타 장르물보다 점점 대화가 단절돼 가는 세태 속에서 세대 간의 갈등과 소통을 진지하게 공감해보자는 취지로 기획한 것이다.
- 전작까지는 드라마 방영 이전에 후속 프로그램 작품 소식이 공개됐는데 금년도 하반기에 방송하는 차기작의 경우 전작이 방송을 시작한 이후에 후속 프로그램이 공개됐다.
- 〈진짜가 나타났다!〉를 시작으로 〈미녀와 순정남〉, 〈다리미 패밀리〉가 넷플릭스 동시 공개 작품이었는데 이번 작품도 아시아, 태평양, 유럽, 아메리카 등 전 세계 50여 개 국에서 공개할 예정이다.
- 김형석 PD, 소현경 작가, 천호진은 KBS 2TV 주말 드라마 《황금빛 내 인생》 이후 8년 만에 다시 만나 캐스팅 됐다.
- 정일우, 반효정, 소현경 작가은 SBS 수목 드라마 《49일》 이후 14년 만에 다시 만나 캐스팅 됐다.
- 정일우, 천호진은 MBC 수목 드라마 《돌아온 일지매》 이후 16년 만에 다시 만나 캐스팅 됐다.
- 정인선, 박성근은 TV조선 토일 드라마 《DNA 러버》 이후 1년 만에 다시 만나 캐스팅 됐다.
- 이태란, 김희정은 KBS 2TV 주말 드라마 《왕가네 식구들》 이후 12년 만에 다시 만나 캐스팅 됐다.
- 윤현민, 김희정은 MBC 주말 특별 기획 드라마 《내 딸, 금사월》 이후 10년 만에 다시 만나 캐스팅 됐다.

## 같이 보기
- 대한민국의 텔레비전 드라마 목록 (ㅎ)
- 2025년 대한민국의 텔레비전 드라마 목록